# Терновка (Луганская область)
Терновка (укр. Тернівка) — село в Марковском районе Луганской области Украины. Входит в Гераськовский сельский совет.
Население по переписи 2001 года составляло 271 человек. Почтовый индекс — 92415. Телефонный код — 6464. Занимает площадь 1,515 км². Код КОАТУУ — 4422582203.

## Местный совет
92413, Луганська обл., Марківський р-н, с. Гераськівка, вул. Жовтнева, 13  (укр.)